# Dundarrach
Dundarrach és una concentració de població designada pel cens dels Estats Units a l'estat de Carolina del Nord. Segons el cens del 2000 tenia 62 habitants.

## Demografia
Segons el cens del 2000, Dundarrach tenia 62 habitants, 25 habitatges i 19 famílies. La densitat de població era de 15,3 habitants per km².
Dels 25 habitatges en un 32% hi vivien nens de menys de 18 anys, en un 48% hi vivien parelles casades, en un 28% dones solteres, i en un 24% no eren unitats familiars. En el 20% dels habitatges hi vivien persones soles el 12% de les quals corresponia a persones de 65 anys o més que vivien soles. El nombre mitjà de persones vivint en cada habitatge era de 2,48 i el nombre mitjà de persones que vivien en cada família era de 2,74.
Per edats la població es repartia de la següent manera: un 22,6% tenia menys de 18 anys, un 4,8% entre 18 i 24, un 35,5% entre 25 i 44, un 16,1% de 45 a 60 i un 21% 65 anys o més.
L'edat mediana era de 38 anys. Per cada 100 dones de 18 o més anys hi havia 84,6 homes.
La renda mediana per habitatge era de 4.659 $ i la renda mediana per família de 16.250 $. Els homes tenien una renda mediana de 0 $ mentre que les dones 0 $. La renda per capita de la població era de 6.975 $. Cap de les famílies i el 39,3% de la població estaven per davall del llindar de pobresa.

## Poblacions més properes
El següent diagrama mostra les poblacions més properes.